# Judenzählung
Judenzählung —que significa "censo judío" en idioma alemán— fue una medida tomada por el Comando Supremo del Reichsheer del Imperio Alemán durante la Primera Guerra Mundial con el fin de determinar de manera específica las acusaciones de la prensa antisemita alemana que acusaba a los judíos germanos de falta de patriotismo por no alistarse en las tropas del Reichsheer o refugiarse en puestos de retaguardia.

## Antecedentes
Cuando en agosto de 1914 Alemania intervino en la Primera Guerra Mundial, declarando la guerra a Rusia, Francia y Gran Bretaña, hubo una gran agitación belicista entre las masas populares, creyentes en una guerra breve y fácil, y donde los enrolamientos voluntarios se convirtieron en suceso común. Dentro de la estructura social del Imperio Alemán, la minoría étnica de origen judío vio en la guerra una posibilidad de integrarse definitivamente dentro de la nación alemana mediante el enrolamiento de soldados judíos para luchar, así como un medio de demostrar su lealtad hacia Alemania, por lo cual hubo desde los primeros días voluntarios judíos en el Reichsheer.
El Espíritu de 1914 y el entusiasmo guerrerista contribuyeron a que las autoridades políticas y militares alemanas permitieran a los judíos ocupar ciertos empleos que antes eran prácticamente inviables por causa de su origen étnico. Así, se permitió a los médicos judíos asimilarse como fociales al Reichsheer y luego se permitió a todos los soldados judíos ascender a grados de oficial sin restricciones.

## Antisemitismo en medio de la guerra
Pasado el entusiasmo del Espíritu de 1914, la guerra se alargaba y se perdió la ilusión de un triunfo rápido de Alemania, y tras el fracaso de la ofensiva alemana sobre Verdún se buscó una excusa para esta situación, determinando el Comando Supremo del Reichsheer y varias personalidades políticas del Imperio Alemán que los judíos alemanes eran un chivo expiatorio idóneo para justificar la prolongación de la guerra y la ausencia de una victoria rápida. Ante los continuos reclutamientos y movilizaciones de hombres aptos para la guerra, la propaganda antisemita lanzó sus invectivas contra los judíos, acusándolos ahora de eludir de modo fraudulento el servicio militar activo y de acaparar casi todas las funciones militares de retaguardia, en caso de no poder eludir el llamado del ejército. Panfletos y folletos acusaban también a los judíos de enriquecerse a costa del erario público, monopolizando la dirección de las empresas de armamento y de importación y exportación de alimentos, aprovechando así las penurias de las grandes masas alemanas para lucrar "desde los despachos de los grandes comercios".
Esta conducta atribuida a los judíos sería, para la propaganda antisemita, una prueba del escaso patriotismo alemán sentido por la población judía, además de ser un ejemplo de cobardía y de nula identificación de los judíos alemanes con los destinos del país que habitaban. De hecho a partir de 1915 se desvaneció la fe de la opinión pública en una victoria rápida y, por el contrario, se empezó a buscar culpables de la excesiva duración de la guerra. El bloqueo marítimo impuesto por Gran Bretaña a las Potencias Centrales causó que el comercio internacional de Alemania se viera muy mermado, al reducirse apenas a Suiza, Holanda y las naciones neutrales de Escandinavia, sin opción para que la flota mercante alemana pudiera recorrer sus antiguas rutas comerciales.
Como consecuencia de la casi total paralización del comercio, el gobierno alemán impuso el racionamiento de alimentos y productos industriales, dificultades de las cuales la prensa antisemita empezó también a culpar a los judíos. Para colmo, el principal funcionario gubernamental a cargo de la economía doméstica era el eminente economista Walther Rathenau, judío, y el principal asesor para cuestiones de comercio restringido era el armador Albert Ballin, también judío, que fueron blancos del odio antisemita pese a su patriotismo (incluso Ballin llegó al extremo de ceder sus barcos de carga a la Kaiserliche Marine en vez de enviarlos a países neutrales, como sí hicieron armadores alemanes).

## Censo restringido a soldados judíos
A inicios de 1916 las noticias sobre la presunta evasión de obligaciones por parte de los soldados judíos había devenido en acusaciones directas y un grupo antisemita llamado Reichshammerbund (en alemán "Federación del martillo del Reich") envía el 16 de marzo una petición al káiser Guillermo II, a los ministros y a los miembros del Reichstag denunciando a los judíos por "enriquecerse lejos de la línea del frente" y de someter a Alemania "al sistema creado por Rathenau y Ballin". En Stettin la guarnición local denunció a los judíos el 16 de julio por "evadir con mil pretextos el servicio activo" y pedir "en forma desmedida empleos militares en retaguardia".
Cuando el 29 de agosto de 1916 se constituye una nueva jefatura militar formada por Paul von Hindenburg y Erich Ludendorff, la cuestión antisemita se extiende abiertamente al ejército. Inspirado por estas ideas, la alta jefatura del Reichsheer emitió el 16 de octubre de 1916 una orden para que todas las unidades militares del Reichsheer, en los frentes de lucha o en la retaguardia, censaran a todos sus integrantes judíos, de cualquier grado o especialidad bélica, indicando cuántos realizaban funciones administrativas, cuantos luchaban en el frente, y cuántos permisoso o licencias se habían concedido a judíos.
Para este fin el Ministerio de Guerra de Alemania había diseñado una serie de cuestionarios que debían ser llenados por los comandantes militares, empezando esta operación de censo el 11 de noviembre de 1916 mediante un decreto de ejecución, remitiéndose los cuestionarios con la orden de devolverlos antes del 1 de diciembre.
Cuando las noticias de este censo judío llegaron a los batallones estacionados en el frente, la indignación de los soldados judíos se hizo muy evidente. Si bien el gobierno alemán había sostendio oficialmente que el censo se realizaba para resaltar la contribución judía al esfuerzo de guerra alemán, las proclamas de la prensa antisemita convencieron a los soldados judíos de que la intención era exactamente la opuesta: menospreciar el esfuerzo de los combatientes de etnia judía y así probar la "falta de patriotismo" de estos soldados (y de los judíos en general). Inclusive la motivación escrita del decreto señalaba el pensamiento de las autoridades:

"Han llegado quejas permanentes al Ministerio de Guerra, según las cuales, un número desproporcionado de conscriptos de religión israelita está exento de servicio militar o se esfuerza en lograrlo bajo toda clase de pretextos. Según las informaciones, se debe entender que un gran número de judíos en servicio militar logran hallar un refugio lejos de la línea del frente..."

La fecha límite para devolución de cuestionarios no fue respetada y de hecho hasta febrero de 1917 se permitió la realización de esta "investigación". Ese mismo mes se detuvo el censo, sin explicaciones oficiales.

## Controversias
Además de la cuestión del antisemitismo, una controversia referida al Judenzählung se refería a su factibilidad en un país en guerra. De hecho, no había autoridad militar alguna que vigilase el censo de una manera adecuada, y que asegurase la presentación de cifras fiables, al punto que un comandante de batallón podía manipular las cifras finales (por ejemplo, dando licencias sorpresivas a sus soldados de etnia judía para que no aparecieran en el censo); esta falta de control resultaba muy grave para ejecutar un censo realmente serio, pues las tropas del Reichsheer estaban repartidas por Francia, Bélgica, Rusia, Polonia, y los Balcanes, además de las guarniciones locales alemanas, lo cual hacía que el censo abarcase un territorio muy extenso.
Otra cuestión controvertida fue determinar la real utilidad de este censo, tomando en cuenta que Alemania estaba embarcada en una dura guerra y la realización de un censo racial parecía innecesaria, además de suponer un gran gasto de tiempo y recursos para un objetivo no militar, y con posibilidades de indisponer a los judíos censados. De hecho, ningún país aplicó esta clase de investigaciones sobre sus propias tropas durante la Primera Guerra Mundial.

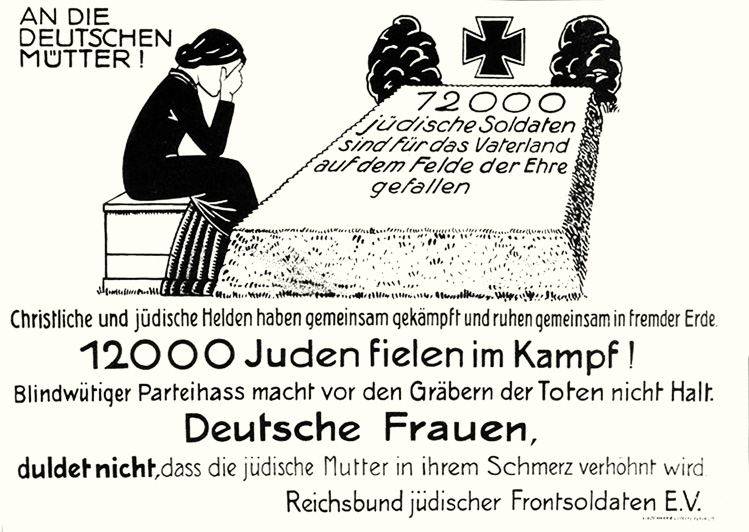
"12,000 soldados judíos murieron en batalla por el honor de la patria." Hoja difundida en 1920 por los veteranos judíos alemanes en réplica a las acusaciones de falta de patriotismo.

Los resultados del Judenzählung nunca fueron publicados, oficialmente para "no ofender los sentimientos de la población judía" pero las investigaciones realizadas después de la Primera Guerra Mundial, y en los últimos años del siglo XX concluyen que tal omisión se motiva en que los resultados fueron en verdad contrarios a lo esperado por el gobierno alemán. De un total de 550,000 judíos residentes en Alemania en 1914, 100,000 prestaron servicio en el Reichsheer, siendo la décima parte de ellos voluntarios. El 78% de soldados judíos participaron en combate activo y 12,000 soldados judíos murieron en combate. Otros 30,000 recibieron felicitaciones o condecoraciones por valentía en la lucha (incluyendo la Cruz de Hierro), y 19,000 soldados judíos recibieron ascensos. Unos 2,000 judíos ganaron el ascenso a oficiales por méritos de guerra y 1,200 médicos judíos se asimilaron como oficiales médicos.

## Consecuencias
Las consecuencias para los soldados judíos fueron desmoralizantes, y muchos judíos alemanes llegaron a la amarga conclusión que sus sacrificios en combate resultaban inútiles ante el antisemitismo creciente en la sociedad alemana. La ideología del sionismo ganó adeptos entre los veteranos judíos como una forma de rechazo a Alemania, al convencerse de que su asimilación a la nación alemana resultaba imposible en la práctica y que la discriminación étnica siempre sería dirigida hacia ellos.
Inclusive en el frente de combate el efecto sobre los soldados judíos fue muy negativo, con respuestas que llegaban hasta la furia e indignación, sobre todo por los oficiales judíos ya condecorados por valentía, que evidentemente tomaban como un insulto personal que se les tachase de cobardía o poco patriotismo. La camaradería y compañerismo entre soldados se vio también muy dañada por cuanto los reclutas judíos vieron a sus jefes volverse contra ellos, sembrando un ambiente de desconfianzas y amarguras.
En el resto de la sociedad alemana, en tanto jamás fueron publicadas cifras oficiales del Judenzählung, la propaganda antijudía difundió prontamente a la falta de resultados como "prueba" del poco patriotismo de los judíos y ayudó a cimentar la leyenda popular de la puñalada por la espalda cometida por la minoría étnica judía, como una efectiva traición a Alemania.
Pese a que desde 1918 abundaron los relatos y crónicas de veteranos judíos participantes en la guerra, algunos condecorados, el antisemitismo se había extendido masivamente e inclusive asociaciones de veteranos empezaron a rechazar la inscripción de judíos en ellas.